# Taihocode
De Taihocode of Code van Taihō (大宝律令, Taihō-ritsuryō) was een administratieve reorganisatie die in 701 (tegen het einde van de Asukaperiode) werd ingevoerd in Japan. De naam refereert aan de "Taihō-periode", die liep van 701 tot 704. De code was historisch gezien een van de Ritsuryō-sei (律令制, ritsuryō-sei). De code werd ingevoerd onder toezicht van Prins Osakabe, Fujiwara no Fuhito en Awata no Mahito op verzoek van keizer Mommu. Net als veel ontwikkelingen in het Japan van die tijd was de Taihocode gebaseerd op het overheidssysteem van de Chinese Tang-dynastie.
De instelling van de Taihocode was een van de eerste gebeurtenissen die leidden tot het betrekken van het confucianisme in de Japanse overheidscodes en ethiek. De code werd herzien tijdens de Naraperiode. De herziene versie kwam bekend te staan als de Yorocode (養老律令, Yōrō-ritsuryō).

## Afwijkingen van het Tang-model
De Taihocode bevatte slechts twee sterke afwijkingen van het Tang-model waar het op was gebaseerd.
Allereerst werden in de Taihocode overheidsposities en iemands status bepaald door geboorte. Een functie of titel kon van ouders op kind worden overgedragen. Dit was ook voor de komst van de code al traditie in Japan. In China was talent juist een factor om te bepalen of iemand een bepaalde functie of titel kreeg.
Ten tweede verwierp de Taihocode het Chinese concept van het Hemels Mandaat. Volgens Japanse traditie kwam de macht van de keizer van zijn afkomst, niet van zijn rechtvaardigheid als heerser.

## Provincies

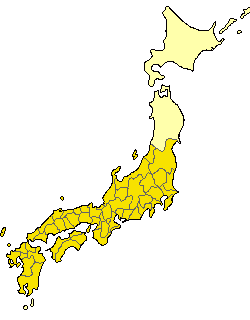
Japanse provincies in 701–702

Onder de Taihocode werd Japan verdeeld in provincies genaamd kuni (国). De centrale overheid liet deze besturen door gouverneurs, kokushi (国司), die waren onderverdeeld in vier niveaus (de Shitokan): kami, suke, jo en sakan. De provincies zelf werden verder onderverdeeld in districten genaamd gun (郡) of kōri, die werden bestuurd door gunji (郡司). Deze gunji waren vooral verantwoordelijk voor het handhaven van de orde, innen van belastingen, en het bijhouden van registers.
Het aantal provincies stond niet vast. Naarmate nieuw land werd ontwikkeld, kwamen er nieuwe provincies bij. Ten tijde van de invoering van de Taihocode telde Japan 66 provincies, met in totaal 592 districten.

## Overheidsorganisatie
De Taihocode stelde twee takken van de overheid vast; het Departement van Godsdienst (神祇官, Jingi-kan) en het Departement van de staat (太政官, Daijo-kan). De Jingi-kan was de hogere tak, wat inhield dat beslissingen genomen door deze overheidstak zwaarder wogen dan die genomen door Daijo-kan.
Jingi-kan was verantwoordelijk voor alle spirituele, religieuze en rituele zaken. Zo was dit departement verantwoordelijk voor jaarlijkse festiviteiten en officiële hofceremonies zoals de kroning.
De Daijō-kan nam alle seculaire en administratieve zaken voor zijn rekening. Aan het hoofd van dit departement stond de Daijo Daijin (太政大臣, Kanselier).